# Conopea folliculus
Conopea folliculus is een zeepokkensoort uit de familie van de Archaeobalanidae. De wetenschappelijke naam van de soort is voor het eerst geldig gepubliceerd in 1937 door Hiro.